# Зеленотрби плавац
Зеленотрби плавац (лат. Glaucopsyche alexis) је врста лептира (лат. Lepidoptera) из породице плаваца (лат. Lycaenidae).

## Опис
Период летења ове врсте је од априла до јула у зависности од надморске висине. Гусенице се хране на разним врстама биљака из рода Thymus (мајчине душице). 
У Србији је распрострањен у већем делу земље, осим на крајњем северу.

## Подврсте
- јужна и Централна Европа и Сибир
- (Milliére, 1887) Карпати
- (Caradja, 1893) Кавказ
- Verity, 1928 Алжир и Тунис